# Stem-bulge RNA
stem-bulge RNA (sbRNA)は線虫(Caenorhabditis elegans)で発見されたノンコーディングRNAファミリーである。線虫では現在18種類のsbRNAが確認されており、長さは短いもので67塩基、長いもので133塩基になる。5'末端と3'末端に保存された配列を持っており、二次構造を組むと保存配列からなるステムとシチジン残基がバルジアウトされた構造を共通に持つ。保存配列にはRoタンパク質結合サイトがあると考えられており、3'末端のポリU構造にはLaタンパク質結合できると考えられている。上流配列にPSE BとTATAボックスを持っており、RNAポリメラーゼIIIによって転写されると考えられている。